# Isòtops del nobeli
El nobeli (No) no té cap isòtop estable. S'han caracteritzat 17 radioisòtops, els més estables dels quals són el 259No, amb un període de semidesintegració de 58 minuts, el 255No, amb un període de semidesintegració de 3,1 minuts i el 253No, amb un períodes de semidesintegració d'1,7 minuts. La resta d'isòtops radioactius tenen període de semidesintegració inferiors a les 56 segons, i la majoria d'ells inferiors als 2,4 segons. Aquest element també presenta 3 isòmers nuclears, el més estable dels quals és el 254mNo amb un període de semidesintegració de 0,28 segons. Els isòtops del nobeli varien en massa atòmica del 249,088 u del 249No fins als 262,108 u del 262No.

## Taula
| Símbol del núclid | Z(p)                | N(n)                | massa isotòpica(u)  | període de semidesintegració | Espín nuclear | composició isotòpics representativa (fracció molar) | rang de variació natural (fracció molar) |
| Símbol del núclid | energia d'excitació | energia d'excitació | energia d'excitació | període de semidesintegració | Espín nuclear | composició isotòpics representativa (fracció molar) | rang de variació natural (fracció molar) |
| ----------------- | ------------------- | ------------------- | ------------------- | ---------------------------- | ------------- | --------------------------------------------------- | ---------------------------------------- |
| 248No             | 102                 | 146                 | 248.08660(32)#      | <2 µs                        | 0+            |                                                     |                                          |
| 249No             | 102                 | 147                 | 249.08783(37)#      | 57(12) µs [54(+15-10) µs]    | 5/2+#         |                                                     |                                          |
| 250No             | 102                 | 148                 | 250.08751(22)#      | 5.7(8) µs                    | 0+            |                                                     |                                          |
| 251No             | 102                 | 149                 | 251.08901(19)#      | 0.78(2) s                    | 7/2+#         |                                                     |                                          |
| 251mNo            | 110(180)# keV       | 110(180)# keV       | 110(180)# keV       | 1.7(10) s                    | 9/2-#         |                                                     |                                          |
| 252No             | 102                 | 150                 | 252.088977(14)      | 2.27(14) s                   | 0+            |                                                     |                                          |
| 253No             | 102                 | 151                 | 253.09068(11)#      | 1.62(15) min                 | (9/2-)#       |                                                     |                                          |
| 253mNo            | 129(19) keV         | 129(19) keV         | 129(19) keV         | 31 µs                        | 5/2+#         |                                                     |                                          |
| 254No             | 102                 | 152                 | 254.090955(19)      | 51(10) s                     | 0+            |                                                     |                                          |
| 254mNo            | 500(100)# keV       | 500(100)# keV       | 500(100)# keV       | 0.28(4) s                    | 0+            |                                                     |                                          |
| 255No             | 102                 | 153                 | 255.093241(11)      | 3.1(2) min                   | (1/2+)        |                                                     |                                          |
| 256No             | 102                 | 154                 | 256.094283(8)       | 2.91(5) s                    | 0+            |                                                     |                                          |
| 257No             | 102                 | 155                 | 257.096877(23)      | 25(2) s                      | (7/2+)        |                                                     |                                          |
| 258No             | 102                 | 156                 | 258.09821(22)#      | 1.2(2) ms                    | 0+            |                                                     |                                          |
| 259No             | 102                 | 157                 | 259.10103(11)#      | 58(5) min                    | (9/2+)#       |                                                     |                                          |
| 260No             | 102                 | 158                 | 260.10264(22)#      | 106(8) ms                    | 0+            |                                                     |                                          |
| 261No             | 102                 | 159                 | 261.10575(32)#      | 3# h                         | 3/2+#         |                                                     |                                          |
| 262No             | 102                 | 160                 | 262.10730(48)#      | ~5 ms                        | 0+            |                                                     |                                          |
| 263No             | 102                 | 161                 | 263.11055(53)#      | 20# min                      |               |                                                     |                                          |
| 264No             | 102                 | 162                 | 264.11235(69)#      | 1# min                       | 0+            |                                                     |                                          |